# Liste der saudi-arabischen Botschafter in Österreich
Die Liste der saudi-arabischen Botschafter in Österreich gibt die Botschafter des Königreichs Saudi-Arabien, die in der Republik Österreich akkreditiert waren. 

## Die Botschaft
Die Botschaft des Königreichs Saudi-Arabien Wien (Royal Embassy of Saudi Arabia Vienna, arabisch سفارة خادم الحرمين الشريفين في فيينا) für Österreich wurde 1961 eingerichtet. Sie befindet sich in der Formanekgasse 38 in Grinzing (19. Bezirk Wien-Döbling).
Zur Botschaft gehören heute auch:
- Konsularabteilung der Botschaft des Königreiches Saudi-Arabien
- Kulturabteilung der Botschaft des Königreiches Saudi-Arabien (7., Neustiftgasse 64/31)
- Abteilung für Sozialwesen und Bildungswesen der Botschaft des Königreiches Saudi-Arabien
- Technologische- und wissenschaftliche Abteilung der Botschaft des Königreiches Saudi-Arabien
- Ständige Vertretung des Königreiches Saudi-Arabien an die Vereinten Nationen in Wien (UNO, UNIDO, CTBTO, IAEO)

Das Gebäude ist die ehemalige Villa Meinl am Hungerberg, die 1908 von Viktor Postelberg erbaut wurde. Es handelt sich um ein Neorenaissance-Palais, dreigeschoßig mit einer recht nüchtern mauerwerksimitieren Fassade mit Rundbogenfenstern, und einem mittigen Avantcorps, der stufenförmig aus der Fassade springt, und Portalbereich des Parterre, Veranda der Beletage und Balkon des Obergeschoßes bildet.

## Liste der Botschafter
| Ernennung / Akkreditierung | Name                                | Bemerkungen | ernannt von              | akkreditiert während der Regierung von | Posten verlassen |
| -------------------------- | ----------------------------------- | ----------- | ------------------------ | -------------------------------------- | ---------------- |
| September 1961             | Abdul Rahman al-Helaissi            |             | Saud ibn Abd al-Aziz     | Julius Raab                            | 1964             |
| Jänner 1964                | Fakhri Sheikh El-Ard                |             | Faisal ibn Abd al-Aziz   | Alfons Gorbach                         | Juni 1968        |
| Juni 1968                  | Mohammed Muhtasib                   |             | Faisal ibn Abd al-Aziz   | Josef Klaus                            | 1973             |
| Oktober 1973               | Farid Basrawi                       |             | Faisal ibn Abd al-Aziz   | Bruno Kreisky                          | 1977             |
| Oktober 1977               | Abdulla Al-Khayyal                  |             | Chalid ibn Abd al-Aziz   | Bruno Kreisky                          | 1983             |
| Oktober 1983               | Yusuf Muhammed Ahmad Al-Motabbakani |             | Fahd ibn Abd al-Aziz     | Fred Sinowatz                          | 1987             |
| September 1987             | Essa Abdulla Al Nowaiser            |             | Fahd ibn Abd al-Aziz     | Franz Vranitzky                        | Jänner 1998      |
| März 1988                  | Omar Muhammed Kurdi                 |             | Fahd ibn Abd al-Aziz     | Franz Vranitzky                        | September 2007   |
| 17. September 2008         | Mansour bin Khalid AlFarhan Al-Saud |             | Abdullah ibn Abd al-Aziz | Alfred Gusenbauer                      |                  |

Quelle: Botschaft des Königreichs Saudi-Arabien, Stand 2012